# 1608 (marque fromagère)
Pour l'année 1608 du calendrier grégorien, voir 1608.
1608 est une marque commerciale de fromage à pâte cuite transformé à partir de lait pasteurisé de vaches canadiennes. C'est à partir du lait de vaches importées de France entre 1608 et 1670 dans la région de Charlevoix qu'est fabriqué ce fromage à la Laiterie de Charlevoix de Baie Saint-Paul.